# Троян Тимофій Іванович
Тимофій Іванович Троян (3 січня 1903, хутір Пристин, тепер село Пристине Сєвєродонецького району Луганської області — 17 травня 1979, місто Кишинів, тепер Молдова) — радянський молдавський державний діяч, заступник голови Ради міністрів Молдавської РСР. Кандидат у члени ЦК Комуністичної партії Молдавії в 1949—1960 роках. Депутат Верховної Ради Молдавської РСР 2—4-го скликань. Кандидат економічних наук (1968).

## Життєпис
Народився в селянській родині. Був активним учасником «колективізації» в Українській СРР.
Член ВКП(б) з 1929 року.
У 1932—1941 роках — на керівних партійних і господарських посадах в Українській РСР, працював на великих новобудовах сталінських п'ятирічок.
У 1941—1943 роках — учасник німецько-радянської війни, служив заступником начальника Четвертого Головного управління НКВС УРСР.
У 1943—1945 роках — партійний організатор (парторг) ЦК ВКП(б) на одному із металургійних заводів міста Челябінська.
У 1945—1946 роках — в апараті ЦК ВКП(б) у Москві.
У 1946 (14 травня 1947) — 11 грудня 1952 року — заступник голови Ради міністрів Молдавської РСР.
11 грудня 1952 — серпень 1953 року — міністр комунального господарства Молдавської РСР.
14 вересня 1954 — 29 січня 1957 року — міністр комунального господарства Молдавської РСР.
29 січня 1957 — 24 травня 1960 року — міністр промисловості будівельних матеріалів Молдавської РСР.
У 1959—1973 роках — директор Виставки досягнень народного господарства Молдавської РСР.
У 1973—1979 роках — директор Музею історії Комуністичної партії Молдавії.
Помер 17 травня 1979 року в місті Кишиневі.

## Нагороди
- орден Леніна
- два ордени Червоної Зірки
- два ордени «Знак Пошани»
- медалі